# Internationaal Marionettenmuseum - Peruchet
Het Internationaal Marionettenmuseum - Peruchet (Frans: Musée International de la Marionnette - Peruchet) is een museum in het Brussels Hoofdstedelijk Gewest. Het maakt deel uit van het Koninklijk Peruchettheater. Het theater kent een geschiedenis sinds 1929 en kende een hoogtij in de jaren zestig toen het jaarlijks honderden voorstellingen opvoerde. Het museum werd opgezet in 1983. Beide zijn gevestigd aan de Woudlaan in Elsene, dicht bij de tramhalte van het Station Boondaal.

## Collectie
Het museum toont een verzameling van duizenden marionetten die afkomstig zijn uit allerlei landen en culturen wereldwijd. Geregeld zijn personages gebaseerd op een rol in legendes of fabels. Er zijn daarom veel verschillende types marionetten in het museum die daarnaast variëren in bewegingstechnieken. Er bevinden zich hedendaagse marionetten in de collectie, maar ook stukken uit de 18e eeuw die met grote precisie met de hand zijn gemaakt. De oudste marionetten komen uit India.

## Geschiedenis
Theater
Carlo Speder richtte het theater in 1929 op. De dochter is de naamgever van Peruchet en noemde het theater als kind le théâtre de mon père chéri. Het theater verhuisde enkele malen, allereerst in 1931 naar de Joseph Lebeaustraat in Brussel-centrum, vervolgens in 1938 naar de Charleroise Steenweg.
Twee jaar later, in 1940, werd hier de Academie voor Marionnettisten opgericht. In 1950 ontmoette Speder Frans Jageneau (1927-2010), een tekenaar uit de Studios Hergé. Jageneau werd daarop zijn assistent en in 1958 nam hij de directie over van het theater. Ook werd hij er scenograaf en de maker van poppenkasten. Dit gebeurde tijdens de Expo 58, toen het theater zelf ook een internationaal festival organiseerde. In die tijd werden meer dan zestig voorstellingen opgevoerd en tweeduizend poppen gemaakt.
In 1968 werd de boerderij aan de Woudstraat betrokken, wat nu nog steeds de vestigingslocatie is. In dat jaar ontmoette Jageneau de kort ervoor in Praag afgestudeerde dramaturg en toneelregisseur Biserka Assenova. Hij had zich gespecialiseerd in het poppenkasttheater van belangrijke Tsjechische beoefenaars als Erik Kolár en Jan Malík. In die tijd voerde het theater jaarlijks meer dan tweehonderd voorstellingen in België en elders in Europa.
Museum
In 1983 vatten Jageneau en zijn familie het plan op om de opgeslagen poppen een nieuw leven in te blazen, door een museum op te zetten. Het museum is nu nog steeds gevestigd aan hetzelfde adres aan de Woudstraat.